# Buus
Buus ist eine politische Gemeinde im Bezirk Sissach des Kantons Basel-Landschaft in der Schweiz.

## Geographie

Historisches Luftbild aus von Werner Friedli (1953)

Buus ist mit 8,85 Quadratkilometern die drittgrösste Gemeinde des Bezirks Sissach und liegt in einem Talboden, in den mehrere kleine Täler münden. Die Nachbardörfer von Buus sind im Kanton Basel-Landschaft Maisprach, Wintersingen, Rickenbach BL, Ormalingen, Hemmiken und im Kanton Aargau Hellikon, Zuzgen und Zeiningen.

## Politik
Der Gemeinderat (Exekutive) besteht aus fünf Stimmberechtigten. Gemeindepräsidentin (2024–2028) ist Nadine Jermann (FDP, Stand 2025).
Bei den Schweizer Parlamentswahlen 2023 betrugen die Wähleranteile in Buus: SVP 46,4 % (2019 43,8 %), SP 16,7 % (12,4 %), Grüne 11,1 % (17,5 %), FDP 8,6 % (11,4 %), glp 7,0 % (5,5 %), Mitte 6,8 % (6,9 %), EVP 2,0 % (1,5 %), EDU 0,5 % (–).

## Geschichte
Archäologische Funde belegen, dass die Gegend um Buus bereits im Bronzezeitalter besiedelt war. Man vermutet, dass die Ortschaft im Mittelalter zum Kloster Beromünster gehörte, dann an die Grafen von Lenzburg, die Grafen von Frohburg, die Grafen von Habsburg-Laufenburg und schliesslich an die Thiersteiner überging. 1461 wurde Buus an Basel verkauft und war 300 Jahre lang unter der Herrschaft der Basler Landvögte.
Der Nachname Buser leitet sich vom ursprünglichen Namen der Gemeinde, Bus, ab.

## Wappen
Seit 1945 hat Buus ein offizielles Wappen. Es ist ein roter Rebstecken mit Weinstock und blauen Trauben auf schwarzem Boden vor weissem Hintergrund. Das Wappen steht für den Rebbau, der vor allem von Kleinproduzenten auf einer Fläche von 8 Hektaren betrieben wird.

## Persönlichkeiten
- Karl Graf-Schneider (1896–1989), Heimatforscher und Ehrenbürger von Buus
- Thomas Weber (* 1961), Politiker (SVP), alt Regierungsrat

## Sehenswürdigkeiten
- Ruine Farnsburg
- Pfarrkirche St. Michael

## Bilder

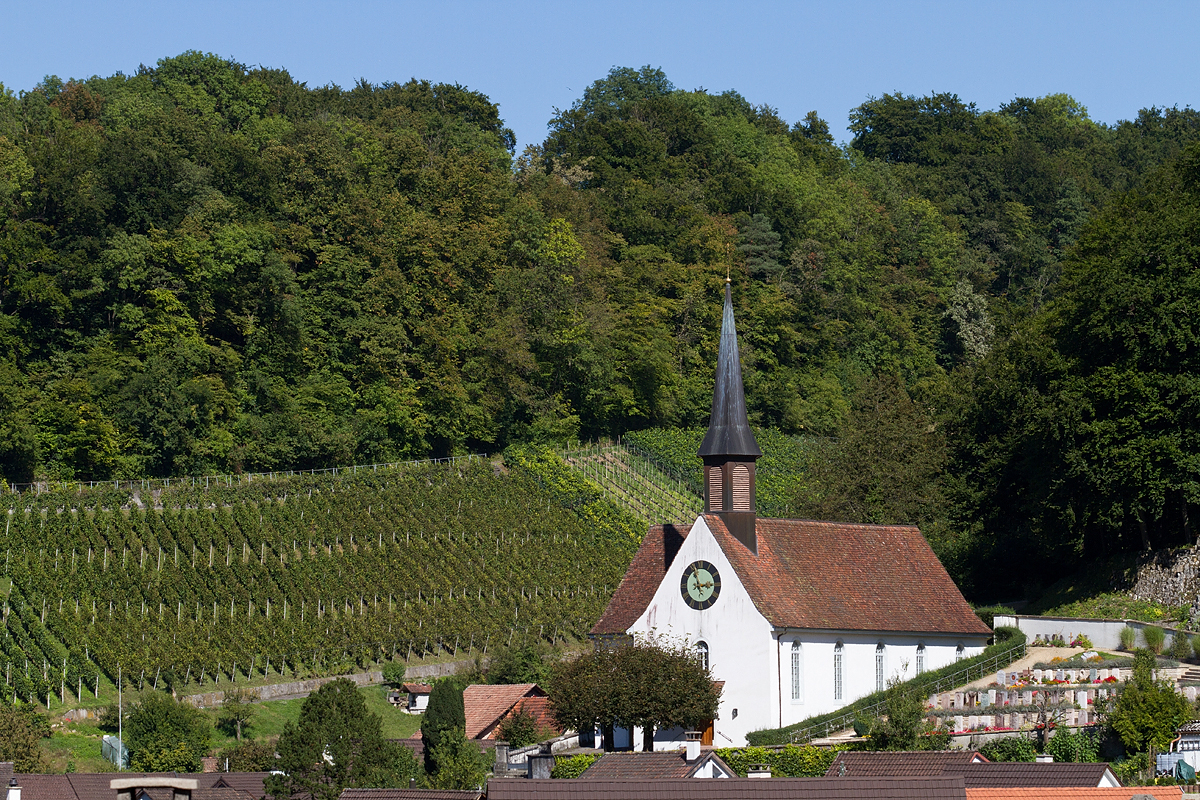
Kirche St. Michael (Denkmalschutz)
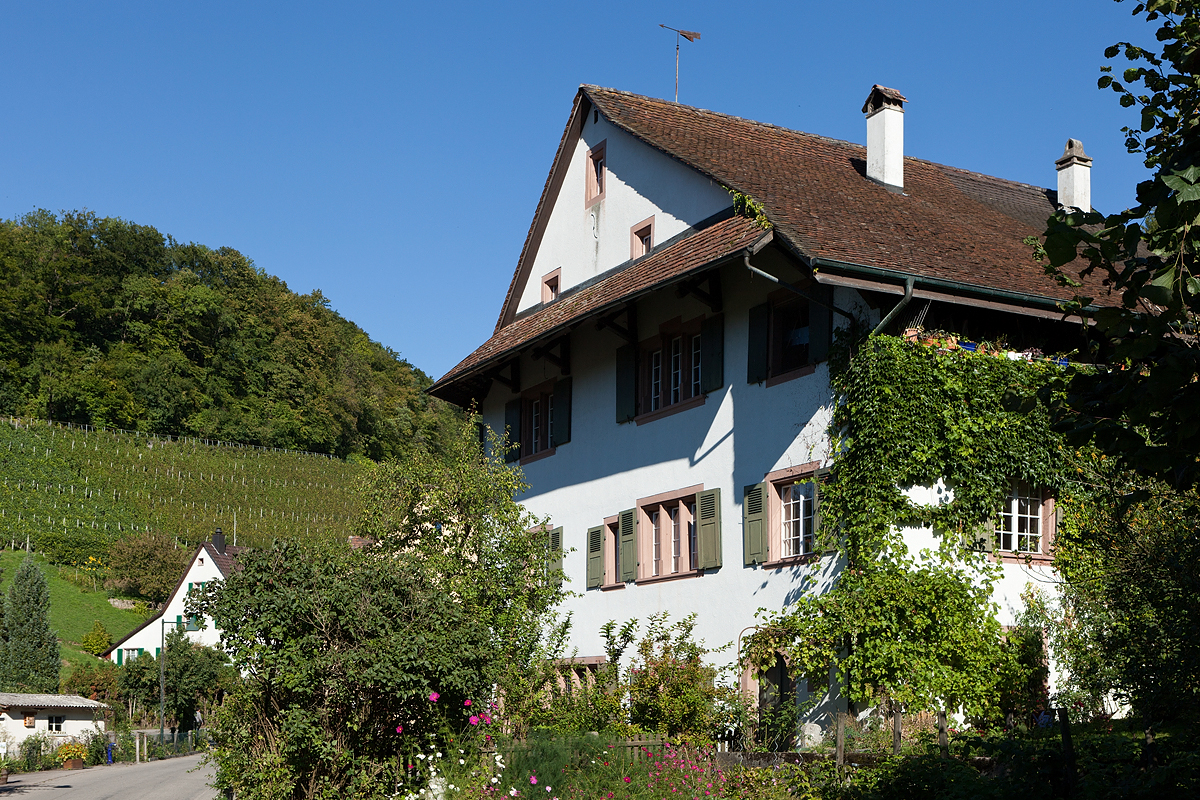
Pfarrhaus (Denkmalschutz)
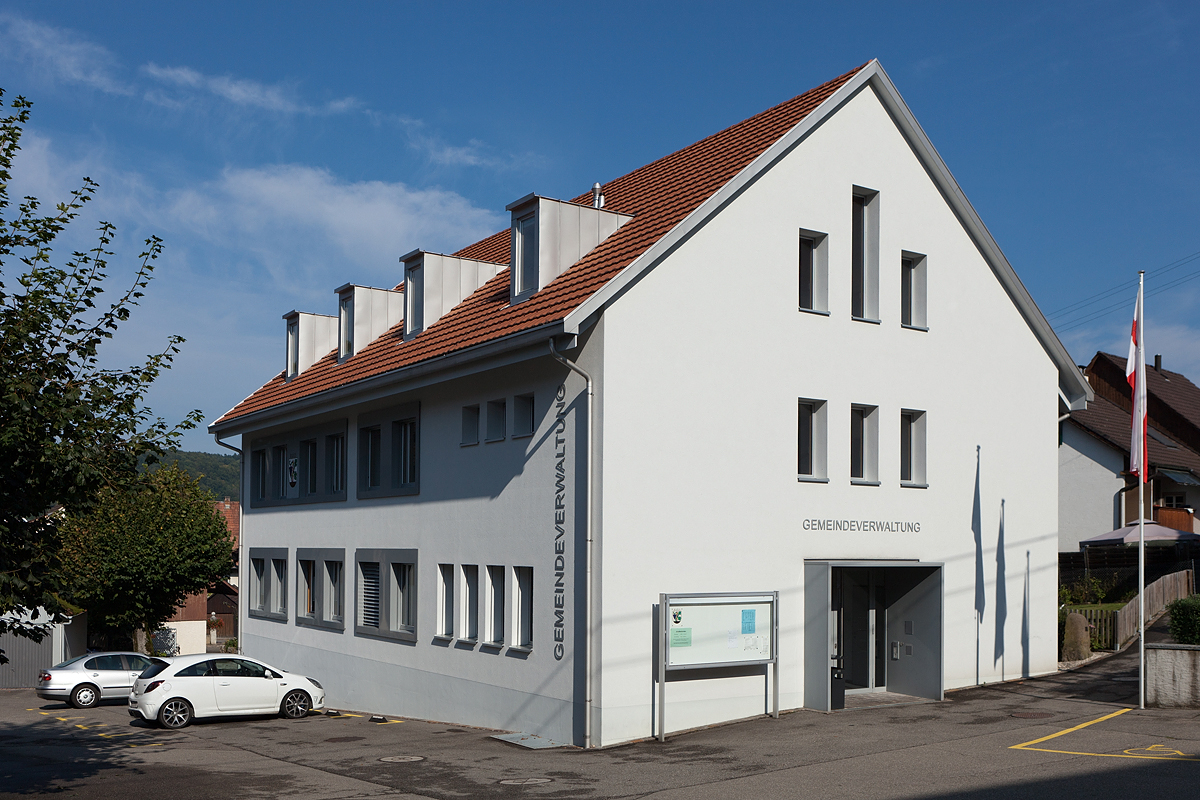
Gemeindeverwaltung
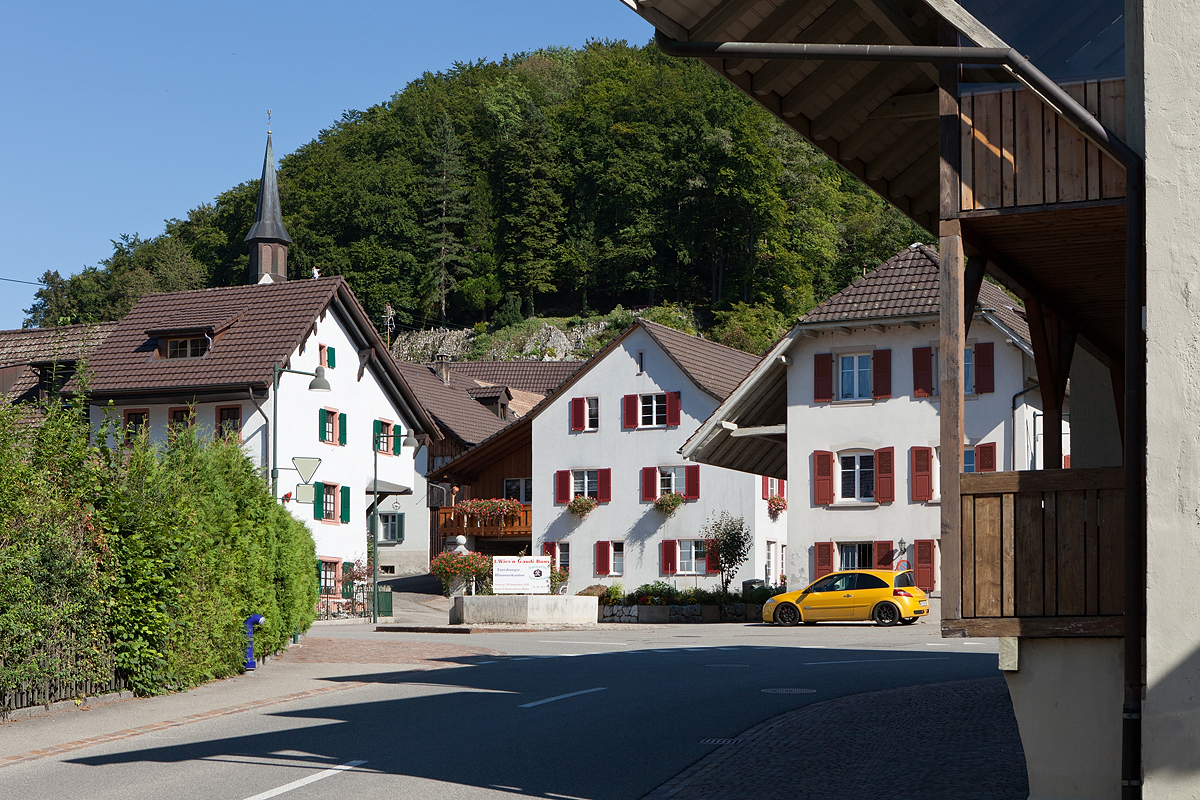
Dorfzentrum
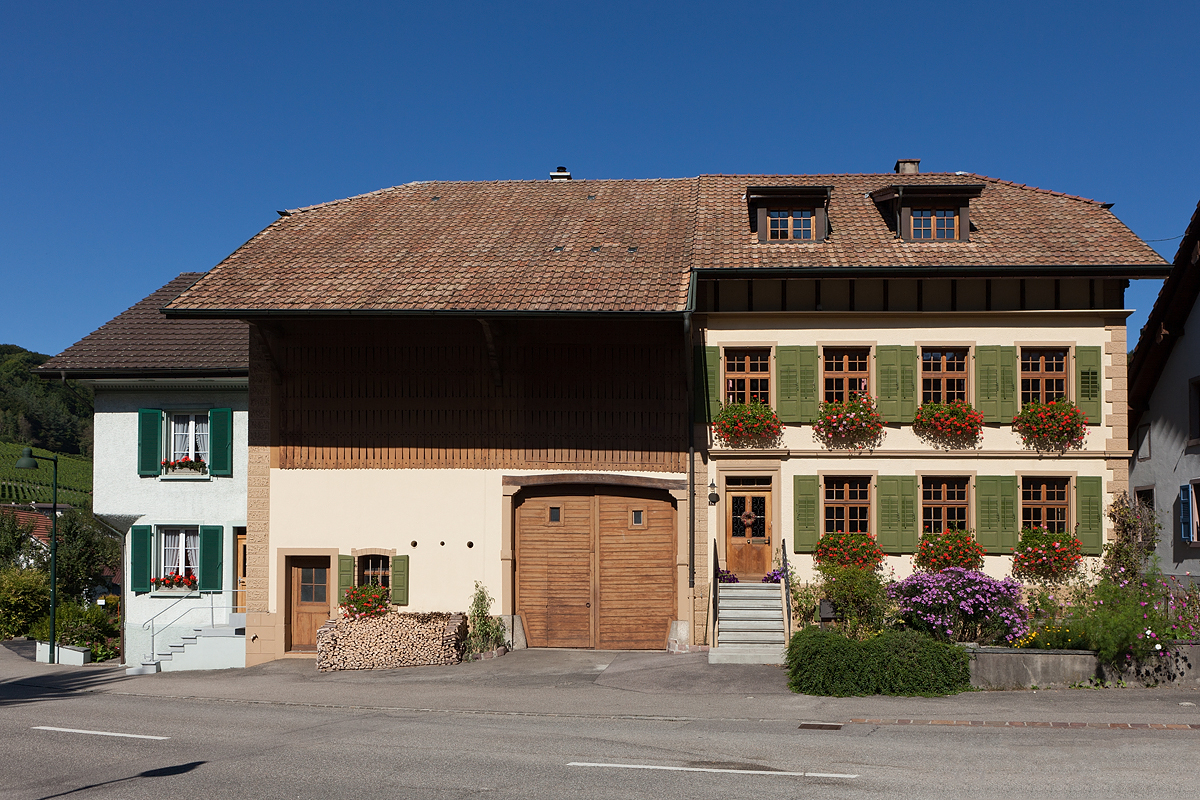
Dreisässenhaus
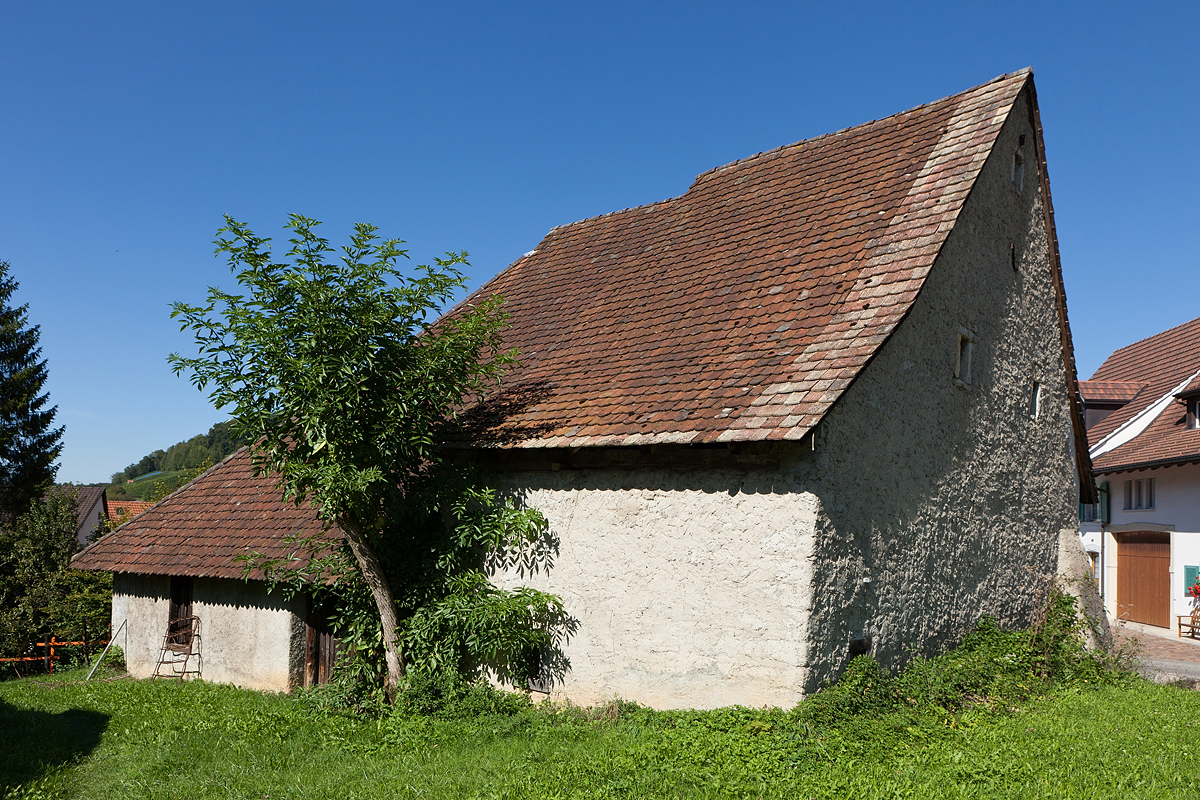
Ständerhaus (Kulturgüterschutz)